# Joseph Fields
Pour les articles homonymes, voir Fields.
Joseph Albert Fields (21 février 1895 - 4 mars 1966) était un dramaturge américain, directeur de théâtre, scénariste et producteur de cinéma.

## Vie et carrière
Né à New York, il était le fils du vaudevilliste Lew Fields (en). Il est le frère de Dorothy Fields, libbretiste et parolière et du scénariste Herbert Fields. Il fit ses études secondaires au lycée DeWitt Clinton, puis il s'inscrivit à l'Université de New York avant d'être enrôlé dans le corps expéditionnaire américain pendant la Première Guerre mondiale. Il resta ensuite à Paris jusqu'en 1922. Au début de sa carrière d'écrivain, il écrivit en série des scénarios pour la plupart destinés à des films de série B, commençant, en 1931, par The Big Shot.
En 1938, il fit ses débuts à Broadway avec la pièce Schoolhouse on the Lot écrite avec Jérôme Chodorov qui deviendra un collaborateur régulier. Cette paire prolifique continua à écrire et ce fut My Sister Eileen (1940), Junior Miss (1941), The French Touch (1945), Wonderful Town (1953), The Girl in Pink Tights (1954), Anniversary Waltz (1954), et The Ponder Heart (1956). Ils écrivirent aussi en 1942 le scénario destiné à l'adaptation au cinéma de My Sister Eileen.
Avec Anita Loos, Joseph Fields écrivit le livret pour la comédie musicale de Jule Styne Les hommes préfèrent les blondes et il collabora avec Oscar Hammerstein II au livret de Au rythme des tambours fleuris. Il adapta pour l'écran cette dernière pièce et la coproduisit, ce qui lui valut d'être nommé par la Writers Guild of America récompensant la comédie musicale américaine la mieux écrite.
Il remporta le Tony Award de la meilleure comédie musicale pour Wonderful Town et fut nommé dans la même catégorie pour Flower Drum Song.
Comme réalisateur, Joseph Fields monta The Man Who Had All the Luck (en) d'Arthur Miller (1944) et ses propres pièces I Gotta Get Out (1947) et The Tunnel of Love (1957), ainsi que The Desk Set (1955).
Il mourut à Beverly Hills. Une notice nécrologique parue dans le New York Times indique que « Joseph Fields... est mort la nuit dernière... M. Fields habitait à New York mais passait l'hiver en Californie au moment de sa mort. »

## Filmographie partielle
- 1931 : The Big Shot de Ralph Murphy et Edward Sedgwick
- 1936 : Adieu Paris, bonjour New York (That Girl from Paris) de Leigh Jason
- 1947 : Dernière lune de miel (Lost Honeymoon) de Leigh Jason